# Univerza Friedricha Schillerja v Jeni
Univerza Friedricha Schillerja v Jeni (nemško Friedrich-Schiller-Universität Jena, kratica FSU) je javna univerza s sedežem v mestu Jena v nemški zvezni deželi Turingija. 
Zamisel za univerzo v tem kraju se je porodila Johannu Friedrichu I. Leta 1558 so jo s koncesijo Ferdinanda I. kot visoko šolo ustanovili njegovi sinovi. Leta 1934 so jo preimenovali v čast pisatelja Friedricha Schillerja.  
Leta 2008 je na univerzi delovalo 340 profesorjev in študiralo okrog 20.800 študentov. Trenutni rektor je prof. Klaus Dicke, 317. rektor v zgodovini univerze. Univerza je članica Coimbre, prestižne skupine evropskih univerz.

## Organizacija
V sklopu univerze deluje deset fakultet:
- teologija
- teorija in filozofija prava
- ekonomija in poslovna uprava
- filozofija
- družboslovje in vedenjske znanosti
- matematika in računalništvo
- fizika in astronomija
- kemija in vede o Zemlji
- biologija in farmakologija
- medicina

## Nekateri znani študenti
- Eva Ahnert-Rohlfs, nemška astronomka
- Friedrich Ludwig Gottlob Frege, nemški matematik, logik in filozof
- Ernst Haeckel, nemški biolog
- Sebastijan Krelj, slovenski jezikoslovec
- Herbert Kroemer, nemški fizik, nobelovec
- Gottfried Wilhelm Leibniz, nemški polihistor
- Arthur Schopenhauer, nemški filozof
- Carl Zeiss, nemški optik in podjetnik